# Tony Garnier (musicien)
Pour les articles homonymes, voir Tony Garnier (homonymie) et Garnier.
Tony Garnier est un bassiste américain (né à Saint Paul, Minnesota, le 10 mai 1956), surtout connu pour son travail avec Bob Dylan qu'il accompagne sur scène depuis 1989, ce qui en fait le musicien ayant le plus joué avec Dylan en carrière.
En plus d'enregistrer avec Dylan, il a aussi participé à des albums de plusieurs autres artistes, dont Paul Simon, Tom Waits, Lucinda Williams, Brian Setzer, Daniel Lanois, Buddy Guy, Madeleine Peyroux, Loudon Wainwright III et Manhattan Transfer. Il a fait partie du groupe Asleep at the Wheel dans les années 1970.